# Delfino Thermignon
Delfino Thermignon (Turín, 26 de mayo de 1861 - Narzole, 30 de mayo de 1944) fue un maestro de capilla, director de coro y compositor italiano.

## Biografía
Estudió con Carlo Pedrotti, Carlo Fassi y Lorenzo Bellard en el "Liceo Musicale" de Turín, Tras el diploma en 1883, Thermignon se trasladó a Regensburg para completar sus estudios con Franz Xaver Haberl, en la "Kirchenmusikschule" que Haberl había fundado en 1874. Músico destacado y musicólogo, Haberl fue el redactor pionero de las obras completas de Palestrina y Lassus. En el mismo "Liceo Musicale" Thermignon enseñó teoría musical (1882-89), canto coral (1886-93) y canto (1889-1900). Durante diez años, de 1890 a 1900, fue director de la "Academia di canto corazon Stefano Tempia di Turin".
En 1900, Thermignon fue nombrado maestro de la "Cappella Marciana" en la basílica de San Marcos en Venecia como sucesor de Lorenzo Perosi, cargo que ocupó hasta el 1921. De vuelta a Turín fue profesor en el "Liceo Musicale" hasta en 1932.
Murió en Narzole en 1944.

## Composiciones destacadas
- Un'Astuzia d'amore, ópera (1890)
- L'Assedio di Canelli, ópera (1894)
- Sant Marc, oratorio (1908)
- L'Anunciació di Maria Vergine (1911)
- Missa Te Rogamus Domine, a 3 voces
- Missa pro defunctis secunda, misas, motetes y varias piezas corales.